# Harukichi Hyakutake
Harukichi Hyakutake (百武晴吉, Hyakutake Harykichi, 25 de mayo de 1888 – 10 de marzo de 1947) fue un general del Ejército Imperial Japonés durante la Segunda Guerra Mundial. A veces es referido como Haruyoshi Hyakutake o Seikichi Hyakutake. Dos de sus hermanos mayores fueron almirantes de la Armada Imperial Japonesa.

## Biografía

### Comienzos en su carrera
Nacido en la Prefectura de Saga, Hyakutake se graduó como oficial de infantería de la 211.ª promoción de la Academia del en 1909. Notablemente los generales Kanji Ishihara y Jo Iimura fueron sus compañeros de clase, así como el que sería futuro líder chino Chiang Kai-shek. Estudió en la 33.ª clase del Colegio del Personal de la Armada en 1921, donde  estudió criptoanálisis, y fue asignado al Personal del Ejército Imperial Japonés después de graduarse.
De 1925 a 1927, siendo teniente coronel, Hyakutake sirvió como oficial residente japonés en Polonia. En 1928 lo asignaron a la jefatura del ejército de Kwantung en China. Como coronel trabajó en la Escuela de Transmisiones del Ejército en 1932 entonces como jefe de sección en el Estado Mayor general hasta 1935. Después de comandar el 78.° Regimiento de infantería durante un año, fue superintendente de la escuela preparatoria militar de Hiroshima en abril de 1936 y fue promovido a General de brigada en marzo de 1937.
En agosto de 1937 Hyakutake ¨fue nombrado Superintendente de la Escuela de Transmisiones. En marzo de 1939 tomó el mando de 4a brigada mixta independiente y ascendió al grado de General de división en agosto del mismo año. Desde febrero de 1940 hasta abril de 1941 era comandante de la 18.ª División.

### Segunda Guerra Mundial
En mayo de 1942 Hyakutake fue destinado al XVII Ejército, establecido en Rabaul en el Pacífico suroccidental. Su comando estuvo implicado posteriormente en las campañas de Nueva Guinea, de Guadalcanal y de las Islas Salomón. Después de que el VIII Ejército del área bajo el mando del general Hitoshi Imamura asumiera las operaciones en la zona, Hyakutake dirigió las unidades del ejército japonés solamente en las Islas Salomón, sobre todo en Bougainville. Él y sus fuerzas fueron atrapadas en Bougainville cuando los aliados establecieron una línea fortificada en el cabo Torokina, y Hyakutake contaba con escasos refuerzos y abastecimiento. Sus ataques contra el perímetro fallaron, y forzaron a sus tropas a vivir de la tierra, ocultándose en las cuevas de la selva durante la mayor parte del resto de la guerra.
Hyakutake sufrió un debilitamiento y fue relevado de sus deberes en febrero de 1945 por el general Masatane Kanda. No hubo manera de evacuarlo a Japón para el tratamiento médico hasta febrero de 1946, después de la rendición de Japón. Murió el 10 de marzo de 1947.